# Filippo Inzaghi
Filippo Inzaghi (sinh ngày 9 tháng 8 năm 1973 tại Piacenza) là một cựu cầu thủ bóng đá người Ý và hiện là huấn luyện viên trưởng của câu lạc bộ Pisa.
Inzaghi từng là tiền đạo nổi tiếng cho nhiều câu lạc bộ của Italia, nhưng chủ yếu sự nghiệp của anh khởi sắc tại Juventus F.C. và A.C. Milan với 2 danh hiệu UEFA Champions League (2003 và 2007), 3 danh hiệu Serie A (1998, 2004 và 2011). Được biết tới biệt danh "Pippo" hay "Superpippo", anh là một trong những cây săn bàn hàng đầu của lịch sử và đứng thứ 5 trong lịch sử bóng đá Italy với 313 bàn trong các trận đấu chính thức. Anh hiện cũng là người ghi được nhiều bàn thắng thứ tư trong khuôn khổ đấu trường vô địch châu Âu với 70 bàn thắng. Anh cũng là chân sút số 1 của Milan tại đấu trường quốc tế với 43 bàn thắng. Inzaghi cũng là người có nhiều hat-trick nhất tại Serie A với 10 lần.
Ở cấp độ đội tuyển quốc gia, Inzaghi có 57 lần ra sân trong khoảng thời gian 1997-2007 với 27 bàn thắng. Anh đại diện cho nước Ý tham gia 3 Giải vô địch bóng đá thế giới, trong đó có chức vô địch năm 2006, ngoài ra còn có chức Á quân Giải vô địch bóng đá châu Âu 2000.

## Thống kê sự nghiệp
| Câu lạc bộ             | Mùa                    | Giải VĐQG | Giải VĐQG | Cúp  | Cúp | Châu Âu | Châu Âu | Khác | Khác | Tổng cộng | Tổng cộng |
| Câu lạc bộ             | Mùa                    | Trân      | Bàn       | Trận | Bàn | Trận    | Bàn     | Trận | Bàn  | Trận      | Bàn       |
| ---------------------- | ---------------------- | --------- | --------- | ---- | --- | ------- | ------- | ---- | ---- | --------- | --------- |
| Piacenza               | 1991–92                | 2         | 0         | 1    | 0   | –       | –       | –    | –    | 3         | 0         |
| AlbinoLeffe            | 1992–93                | 21        | 13        | 0    | 0   | –       | –       | –    | –    | 21        | 13        |
| Verona                 | 1993–94                | 36        | 13        | 1    | 1   | –       | –       | –    | –    | 37        | 14        |
| Piacenza               | 1994–95                | 37        | 15        | 4    | 2   | –       | –       | –    | –    | 41        | 17        |
| Parma                  | 1995–96                | 15        | 2         | 1    | 0   | 6       | 2       | –    | –    | 22        | 4         |
| Atalanta               | 1996–97                | 33        | 24        | 1    | 1   | –       | –       | –    | –    | 34        | 25        |
| Juventus               | 1997–98                | 31        | 18        | 4    | 1   | 10      | 6       | 1    | 2    | 46        | 27        |
| Juventus               | 1998–99                | 28        | 13        | 1    | 0   | 10      | 6       | 3    | 13   | 42        | 20        |
| Juventus               | 1999–2000              | 33        | 15        | 2    | 1   | 8       | 10      | –    | –    | 43        | 26        |
| Juventus               | 2000–01                | 28        | 11        | 0    | 0   | 6       | 5       | –    | –    | 34        | 16        |
| Juventus               | Tổng cộng              | 120       | 57        | 7    | 2   | 34      | 27      | 4    | 3    | 165       | 89        |
| Milan                  | 2001–02                | 20        | 10        | 1    | 2   | 7       | 4       | –    | –    | 28        | 16        |
| Milan                  | 2002–03                | 30        | 17        | 3    | 1   | 16      | 12      | –    | –    | 49        | 30        |
| Milan                  | 2003–04                | 14        | 3         | 3    | 2   | 9       | 2       | 2    | 0    | 28        | 7         |
| Milan                  | 2004–05                | 11        | 0         | 2    | 0   | 2       | 1       | –    | –    | 15        | 1         |
| Milan                  | 2005–06                | 23        | 12        | 2    | 1   | 6       | 4       | –    | –    | 31        | 17        |
| Milan                  | 2006–07                | 20        | 2         | 5    | 3   | 12      | 6       | –    | –    | 37        | 11        |
| Milan                  | 2007–08                | 21        | 11        | 0    | 0   | 6       | 5       | 2    | 2    | 29        | 18        |
| Milan                  | 2008–09                | 26        | 13        | 0    | 0   | 6       | 3       | –    | –    | 32        | 16        |
| Milan                  | 2009–10                | 24        | 2         | 2    | 1   | 7       | 2       | –    | –    | 33        | 5         |
| Milan                  | 2010–11                | 6         | 2         | 0    | 0   | 3       | 2       | –    | –    | 9         | 4         |
| Milan                  | 2011–12                | 7         | 1         | 2    | 0   | 0       | 0       | –    | –    | 9         | 1         |
| Milan                  | Tổng cộng              | 202       | 73        | 20   | 10  | 74      | 41      | 4    | 2    | 300       | 126       |
| Tổng cộng cả sự nghiệp | Tổng cộng cả sự nghiệp | 466       | 197       | 35   | 16  | 114     | 70      | 8    | 5    | 623       | 288       |

## Sự nghiệp quốc tế
Inzaghi chơi trận đầu cho Ý trong trận gặp Brasil ngày 8 tháng 6 năm 1997. Anh đã ghi được 25 bàn trong 57 lần ra sân. Anh đã tham gia các kỳ World Cup 1998, 2002, 2006 và Euro 2000. Anh là người ghi bàn nhiều nhất cho tuyển Ý tại World Cup 2002 và Euro 2004.
Tuy dính chấn thương gối và mắt cá triền miên nhưng anh vân được Marcello Lippi triệu tập vào đội tuyển Ý ở vòng chung kết World Cup 2006. Anh đã ghi 1 bàn vào lưới thủ môn Petr Cech trong trận gặp Cộng hòa Séc ở vong đấu bảng. Đến này thì anh đã ghi được 25 bàn cho đội tuyển quốc gia và đang đứng thứ sáu trong top các danh thủ ghi bàn nhiều nhất cho Ý.
| Đội tuyển Ý | Đội tuyển Ý | Đội tuyển Ý |
| Năm         | Trận        | Bàn         |
| ----------- | ----------- | ----------- |
| 1997        | 3           | 0           |
| 1998        | 6           | 3           |
| 1999        | 8           | 3           |
| 2000        | 11          | 5           |
| 2001        | 8           | 4           |
| 2002        | 8           | 0           |
| 2003        | 4           | 6           |
| 2004        | 0           | 0           |
| 2005        | 0           | 0           |
| 2006        | 5           | 2           |
| 2007        | 4           | 2           |
| Tổng        | 57          | 25          |

## Các kỷ lục
Inzaghi là cầu thủ đầu tiên lập hat trick trong 2 kỳ Champions League, đó là vào các mùa 1997-98 trong trận gặp Dynamo Kiev và mùa giải 1999-2000 trong trận gặp Hamburger SV.
Anh là cầu thủ duy nhất trên thế giới đã ghi bàn ở mọi trận chung kết và mọi giải đấu mà anh được tham dự. Anh là cầu thủ lập nhiều hattrick nhất trong 25 năm qua với 10 lần, trong đó Atalanta (1), Juventus (4) và Milan (5). Ở đấu trường Champion League,anh từng giữ kỉ lục cầu thủ già nhất ghi bàn (37 tuổi 86 ngày, trận AC Milan - Real Madrid, 3/11/2010) trước khi bị phá bởi Ryan Giggs của Manchester United (37 tuổi 289 ngày, trận Benfica - Manchester United, ngày 14/9/2011)

## Các danh hiệu

### Câu lạc bộ
Serie A
- 1997-98, Juventus
- 2003-04, AC Milan
- 2010-11, AC Milan

Cúp Ý
- 2002-03, AC Milan

UEFA Champions League
- 2002-03, AC Milan
- 2006-07, AC Milan

UEFA Super Cup
- 2003, AC Milan
- 2007, AC Milan

FIFA Club World Cup
- 2007, AC Milan

### Cấp quốc gia
FIFA World Cup
- 2006, Ý

### Cá nhân
Serie A Young Footballer of the Year
- 1997, Atalanta BC/Juventus

Serie A top scorer
- 1997, Atalanta BC/Juventus